# Marian Farquharson
Marian Sarah Ogilvie Farquharson, FLS (née Ridley, 2 de julho de 1846 – 20 de abril de 1912) foi uma naturalista e ativista dos direitos das mulheres britânica. Primeira mulher fellow da Royal Microscopical Society (embora não tenha tido permissão para assistir às reuniões), Farquharson é mais lembrada por sua campanha pelos direitos das mulheres à plena participação como fellows de sociedades científicas.

## Formação
Marian Sarah Ridley nasceu em 2 de julho de 1846 em West Meon, Hampshire, Inglaterra, filha mais velha do reverendo Nicholas James Ridley e Frances Joucriet (morta em 1901). Educada em casa, incluindo aulas de música, ela se interessou por história natural.
Em 1883 casou com Robert Francis Ogilvie Farquharson de perto de Alford, Aberdeenshire, onde se mudou para morar com ele na propriedade Haughton. Ele morreu em maio de 1890 e ela continuou a se interessar tanto pela história natural quanto pela participação das mulheres em sociedades científicas.

## Atividade científica
Ela se juntou ao Epping Forest e ao Essex Naturalists' Field Club em 1881. Nesse mesmo ano, seu livro A Pocket Guide to British Ferns foi publicado.
Depois de se mudar para a Escócia, ingressou nas sociedades Alford Field Club e East of Scotland Union of Naturalists. Dois artigos de Farquharson sobre samambaias e musgos foram publicados no Scottish Naturalist. Ela também fez uma apresentação sobre eles na reunião da Associação Britânica para o Avanço da Ciência em 1885.
Em 1885 foi eleita a primeira mulher fellow da Royal Microscopical Society. Apesar disso, por ser mulher, ela estava proibida de comparecer a qualquer de suas reuniões ou votar em assuntos da sociedade.
Esteve envolvida com o Congresso do Conselho Internacional de Mulheres, realizado em Londres em 1899, e contribuiu para a seção de Ciências Biológicas do Congresso.

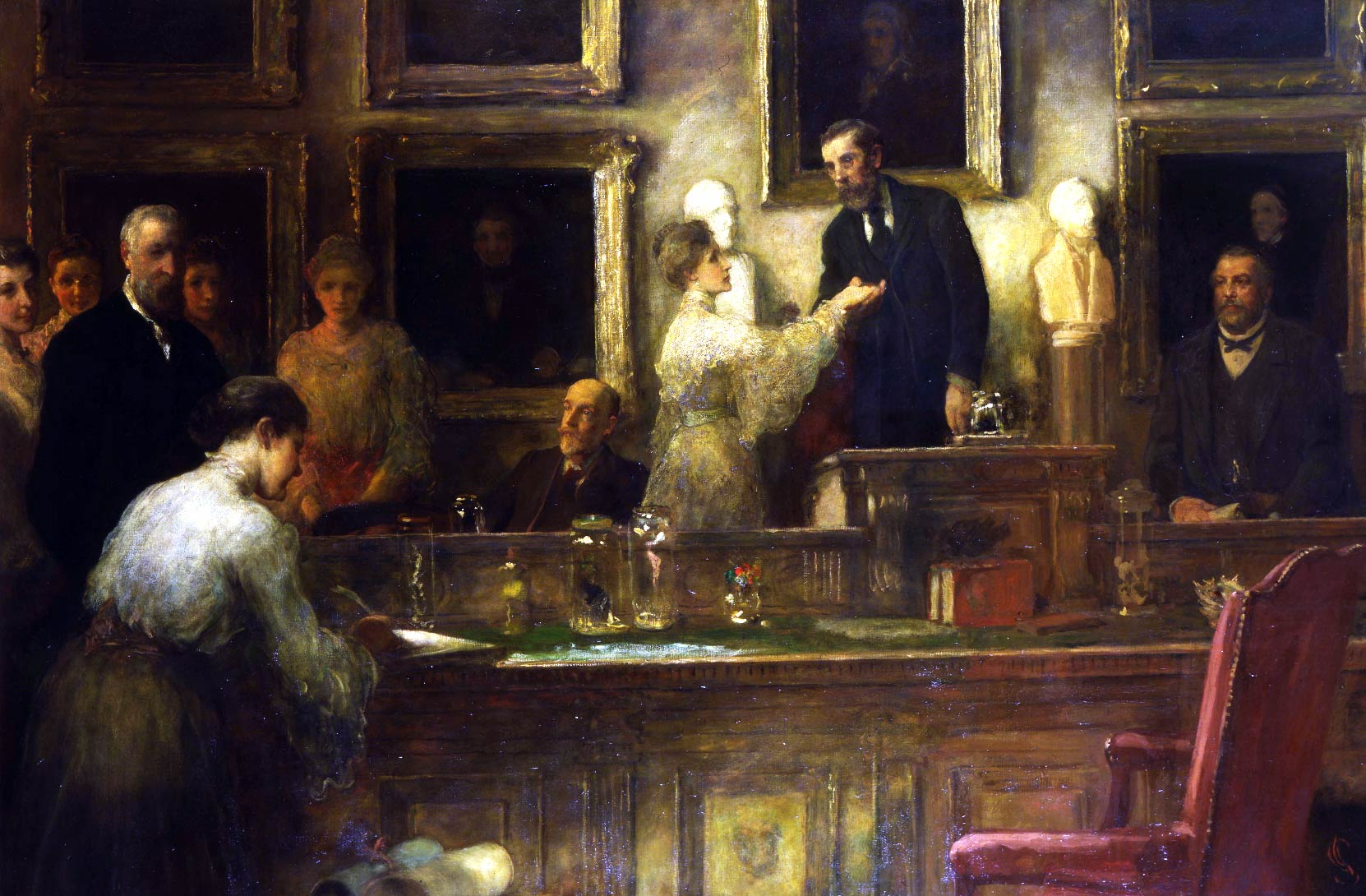
Primeira admissão de Lady Fellows na Linnean Society of London, pintura de 1906 do evento de 1905, por James Sant

## Obras
Além de seu interesse precoce por samambaias e musgos, ela desenvolveu um interesse por desmidiales de 1883 em diante.
- A Pocket Guide to British Ferns (1881) (online)
- Notes on mosses of the north of Scotland in Scottish Naturalist, vol. 8, 1885–1886, p. 381 (online)
- Ferns and mosses of the Alford district in Scottish Naturalist, vol. 10, 1889–1890, pp. 193–198